# کیفیت بالاتر (فیلم)
اعمال کثیف (به انگلیسی: Premium) فیلمی محصول سال ۲۰۰۶ و به کارگردانی دیو کندال است. در این فیلم بازیگرانی همچون دوریان میسیسک، زوئی سالدانا، هیل هارپر، ایوا مارسل، فرانکی فیزن، ویلیام سدلر، تونیا پینکینز و شان نلسون ایفای نقش کرده‌اند.